# Commission baleinière internationale
Pour les articles homonymes, voir CBI et IWC.
La Commission baleinière internationale (CBI ; en anglais : International Whaling Commission, IWC ; en espagnol : Comisión Ballenera Internacional, CBI) est un organe conventionnel créé à la fin de la Seconde Guerre mondiale chargé de réglementer la chasse à la baleine.

## Historique
Le 2 décembre 1946, la Convention internationale pour la règlementation de la chasse à la baleine décide de la  création d'une Commission baleinière internationale (CBI).
Dans les années 1960 les premiers quotas par pays sont adoptés, forçant quelques nations à renoncer complètement à la chasse (Angleterre, Pays-Bas), leur industrie baleinière n'étant plus rentable. Dans les années 1970, seuls le Japon et l'URSS continuent de chasser en Antarctique. La CBI utilise alors un système de gestion hérité des autres pêcheries appelé Nouvelle Procédure de Gestion (NMP, New Management Procedure) qui va permettre la protection progressive des espèces menacées telles que le rorqual commun en 1975.
En 1982, une interdiction sur la chasse à la baleine dite commerciale (moratoire) sera adoptée par une majorité des trois quarts des membres de la CBI. Le Japon, la Norvège, l'URSS et le Pérou y feront objection, mais le Japon retirera son objection en 1985 et acceptera le moratoire en 1987. À partir de cette même année, il s'engage dans un programme de recherche scientifique controversé sur les cétacés en Antarctique prévoyant la capture de 300 rorquals de Minke par an (JARPA), entreprend un autre programme, dans le Pacifique nord cette fois, à partir de 1994 (JARPN) et finit par quitter la CBI en décembre 2018.

## Fonctionnement
L'autorité internationale exclusive de la CBI en matière de protection des baleines est garantie par l'ONU (UNCLOS + Agenda 21 UNCED). Les résolutions que prend la CBI ne sont cependant pas obligatoires pour les actuels États membres, car ils restent souverains (comme à l'ONU). C'était à l'origine un ancien « club » des pays baleiniers chargé de veiller à la survie des baleines pour assurer la survie de l'industrie baleinière.
Les décisions de la CBI sont préparées par des comités (scientifique, de conservation), sous-comités (chasse aborigène, infractions) et ateliers et sont prises ensuite en session plénière par consensus ou à la majorité simple, chaque membre (commissaire baleinier) disposant d’une voix. Une majorité des 3/4 est requise pour modifier la Convention et son annexe.
Les commissaires baleiniers sont nommés par les États membres (en général, des représentants de Ministères des Pêches, de l’Environnement ou des Affaires étrangères comme en France). La durée de leur mandat n’est pas limitée.
La Commission baleinière internationale est nommée International Whaling Commission (IWC) en anglais.
La commission est à l'origine de la création de deux sanctuaires : le sanctuaire baleinier de l'océan Indien et le sanctuaire baleinier de l'océan Austral. Un projet de sanctuaire dans le sud de l'océan Atlantique a été déposé par le Brésil, l’Argentine, l’Uruguay et l’Afrique du Sud en 2001, mais a été rejeté par vote pour la seconde fois en 2012, puis en 2018.
Le gouvernement japonais quitte la commission en décembre 2018.

## Critique
Le film documentaire The Cove, qui s'insurge contre la chasse aux dauphins au Japon, traite également des supposés « pots-de-vin » que ce dernier aurait offert à certains pays comme le Cambodge, l'Equateur, l’Érythrée, la Guinée-Bissau, Kiribati, le Laos ou encore la République des Îles Marshall afin d'acheter leurs votes au sein de la CBI et de pouvoir continuer la chasse aux dauphins et aux cétacés en général, notamment à Taiji.

## États membres
Les membres actuels (2009) sont :
Pays anti-chasse[réf. nécessaire] :
| - Afrique du Sud - Allemagne - Argentine - Australie - Autriche - Belgique - Belize - Brésil - Bulgarie - Chili - Chypre - Colombie | - Costa Rica - Croatie - Équateur - Espagne - Estonie - États-Unis - Finlande - France - Grèce - Hongrie - Inde - Irlande | - Israël - Italie - Kenya - Luxembourg - Mexique - Monaco - Nouvelle-Zélande - Oman - Panama - Pays-Bas - Pérou | - Pologne - Portugal - République tchèque - Roumanie - Royaume-Uni - Saint-Marin - Slovaquie - Slovénie - Suède - Suisse - Uruguay |

Pays pro chasse [réf. nécessaire]:
| - Antigua-et-Barbuda - Bénin - Cambodge - Cameroun - Chine - République du Congo - Corée du Sud - Côte d'Ivoire - Danemark - Dominique | - Érythrée - Gabon - Gambie - Ghana - Grenade - Guatemala - Guinée - Guinée-Bissau - Îles Marshall - Îles Salomon - Islande | - Kiribati - Laos - Mali - Mauritanie - Mongolie - Maroc - Nauru - Nicaragua - Norvège | - Palaos - République dominicaine - Russie - Saint-Christophe-et-Niévès - Sainte-Lucie - Saint-Vincent-et-les-Grenadines - Sénégal - Suriname - Tanzanie - Togo - Tuvalu |

## Réunions annuelles
La CBI organise des réunions annuelles depuis 1949.
| Année | Dates         | Pays Hôte                  | Ville             | Lien internet |
| ----- | ------------- | -------------------------- | ----------------- | ------------- |
| 2000  | 3-6 juillet   | Australie                  | Adélaïde          | IWC           |
| 2001  | 23-27 juillet | Royaume-Uni                | Londres           | IWC           |
| 2002  | 20-24 mai     | Japon                      | Shimonoseki       | IWC           |
| 2003  | 16-20 juin    | Allemagne                  | Berlin            | IWC           |
| 2004  | 19-22 juillet | Italie                     | Sorrente          | IWC           |
| 2005  | 20-24 juin    | Corée du Sud               | Ulsan             | IWC           |
| 2006  | 16-20 juin    | Saint-Christophe-et-Niévès | Frigate Bay       | IWC           |
| 2007  | 28-31 mai     | États-Unis                 | Anchorage         | IWC           |
| 2008  | 23-27 juin    | Chili                      | Santiago du Chili | IWC           |
| 2009  | 22-26 juin    | Portugal                   | Madère            |               |
| 2010  | 21-25 juin    | Maroc                      | Agadir            |               |
| 2011  | 11-14 juillet | Jersey                     | Saint-Hélier      |               |

La CBI a également des réunions spéciales (il y en a eu 5 entre 1949 et 2007).

### Réunion de 2009

#### Contenu
Les buts principaux de cette réunion incluaient l'examen d'une proposition japonaise d'accord visant à autoriser une chasse commerciale « limitée » au large de ses côtes. Or cette chasse est pratiquée de manière non durable. Cette proposition recouvrait un marchandage avec le Japon : « en échange d'une réduction de ses activités de chasse scientifique en cours dans le Sanctuaire baleinier de l'océan austral » selon l'IFAW (Fonds international pour la protection des animaux). Un accord de ce type violerait le moratoire et les procédures scientifiques établies, légitimerait la chasse scientifique des baleines pratiquée actuellement par le Japon et balaierait d'un revers de manche des décennies de travail menées par le Comité Scientifique de la CBI, regrette l'IFAW qui estime que la croissance de l'activité touristique et d'éducation à l'environnement liées à l'observation des baleines (wale watching) dans le monde présente plus d'intérêt économique que la chasse à la baleine. Selon un rapport de l'IFAW, en 2008, l'observation des baleines a été pratiquée par  plus de 13 millions de personnes/touristes, dans 119 pays et a rapporté 2,1 mds de dollars (contre 1 milliard de dollars environ en 1998). 

Selon Economists at Large (Économistes sans frontières, un groupe de consultants pour le développement soutenable siégeant à Melbourne, en 2008, plus de 3 000 entreprises ont monté ou géré des expéditions d'observation de baleines dans le monde (soit environ 13.200 emplois)

Selon Réseau-Cétacés « la chasse à la baleine, pratiquée notamment par le Japon, la Norvège et l’Islande, n’est pas rentable et bénéficie dans certains pays de subventions ».
L'Islande est un pays qui pratique la chasse malgré le moratoire. Il a décidé d'augmenter ses prises, mais pourrait se voir rappeler à l'ordre par l'union européenne. L'Islande est intéressée par l'entrée dans l'union européenne rapidement, et cette décision pourrait entraver son adhésion (20 pays de l'union sur 27 sont contre la chasse).
Les Inuits du Groenland souhaitaient aussi reprendre la chasse traditionnelle à la baleine à bosse, ce sujet n'a pas débouché, faute de consensus, mais il sera traité lors d'une réunion extraordinaire, si possible avant la fin 2009 .
« En dépit du moratoire en vigueur, près de 40.000 baleines ont été tuées dans le monde depuis 1985 par les pays qui refusent de s'y soumettre ou sous couvert des chasses scientifique et traditionnelle ». La CBI fonctionnant au compromis et à la recherche de consensus, elle se retrouve près de l'éclatement. La session de réunions a été abrégée, terminée 24 h plus tôt que ce que prévoyait le programme, les organisateurs ayant décidé « de reporter toute décision sur les sujets qui divisent ses 85 États-membres ».

#### Point de vue des ONG
En marge des réunions de la Commission, plusieurs ONG (Whaleman Foundation, Blue Voice et Ocean Alliance) ont rappelé que la viande de cétacés (cachalot notamment) en raison de leur place dans le réseau trophique marin, est toxique parce qu'ayant bioconcentré de nombreux polluants (mercure, PCB, dioxines...) , au point de générer, selon des études récentes des « inquiétudes pour la santé humaine » ; Au Groenland et aux Îles Féroé, les statistiques montrent que manger certaines espèces de cétacés « accroît les risques cardiaques ou de maladie de Parkinson » ; ces ONG appellent donc à immédiatement cesser « toute activité baleinière à des fins commerciales et scientifiques ».
William Hogarth (président de la CBI) a expliqué que la Commission essayera d'étendre le processus de discussion un an de plus, ajoutant : « je ne crois pas que les gens soient prêts à attendre plus d'un an. Si nous n'avons pas de réponses en 2010, je pense que beaucoup de pays chercheront à résoudre ces questions autrement ».